# Олегина, Анастасия Александровна
Анастасия Александровна Олегина (12 августа 2003, Ярославль) — российская футболистка, выступающая на позиции защитника в клубе «Рязань-ВДВ».

## Карьера
Воспитанница ДЮСШ № 13 города Ярославль, первый тренер Николай Фадеенко (среди его воспитанниц — Надежда Карпова).
В чемпионате России дебютировала 6 августа 2020 года в матче против «Локомотива». В рамках учебно-тренировочного сбора в Крымске 29 января 2021 года команда «Чертаново» провела товарищеский матч с молодежной командой «Краснодар» (9:0). После замены Юлии Бессоловой, 17-летняя Анастасия Олегина впервые стала капитаном команды.
В январе 2023 года перешла в «Рязань-ВДВ».
В составе юниорской сборной России дебютировала в апреле 2018 года в товарищеском матче с Азербайджаном. В сентябре 2020 года привлекалась в молодёжную сборную Россия U19 для участия в УТС и тренировочной игры с клубом «Рязань-ВДВ».

## Командная статистика
| Выступление      | Выступление      | Выступление      | Чемпионат | Чемпионат | Кубок | Кубок | Итого | Итого |
| Клуб             | Лига             | Сезон            | Игры      | Голы      | Игры  | Голы  | Игры  | Голы  |
| ---------------- | ---------------- | ---------------- | --------- | --------- | ----- | ----- | ----- | ----- |
| Чертаново        | высшая           | 2020             | 7         | 0         | —     | —     | 7     | 0     |
| Чертаново        | высшая           | 2021             | 7         | 0         | 2     | 0     | 9     | 0     |
| Чертаново        | высшая           | 2022             | 2         | 0         | 1     | 0     | 3     | 0     |
| Чертаново        | Итого            | Итого            | 16        | 0         | 3     | 0     | 19    | 0     |
| Рязань-ВДВ       | высшая           | 2024             | 12        | 0         | 1     | 0     | 13    | 0     |
| Рязань-ВДВ       | Итого            | Итого            | 12        | 0         | 1     | 0     | 13    | 0     |
| Всего за карьеру | Всего за карьеру | Всего за карьеру | 28        | 0         | 4     | 0     | 32    | 0     |